# 태풍 망온 (2011년)
태풍 망온(태풍 번호: 1106, JTWC 지정 번호: 08W, 국제명:MA-ON, 필리핀 기상청(PAGASA) 지정 이름: Ineng)는 2011년 북서태평양에서 발생한 6번째 태풍으로, 태풍의 직접 영향을 받았던 일본에 막대한 피해를 냈다. “망온”은 홍콩에서 제출한 이름으로 '말안장'을 의미한다.

## 태풍의 진행

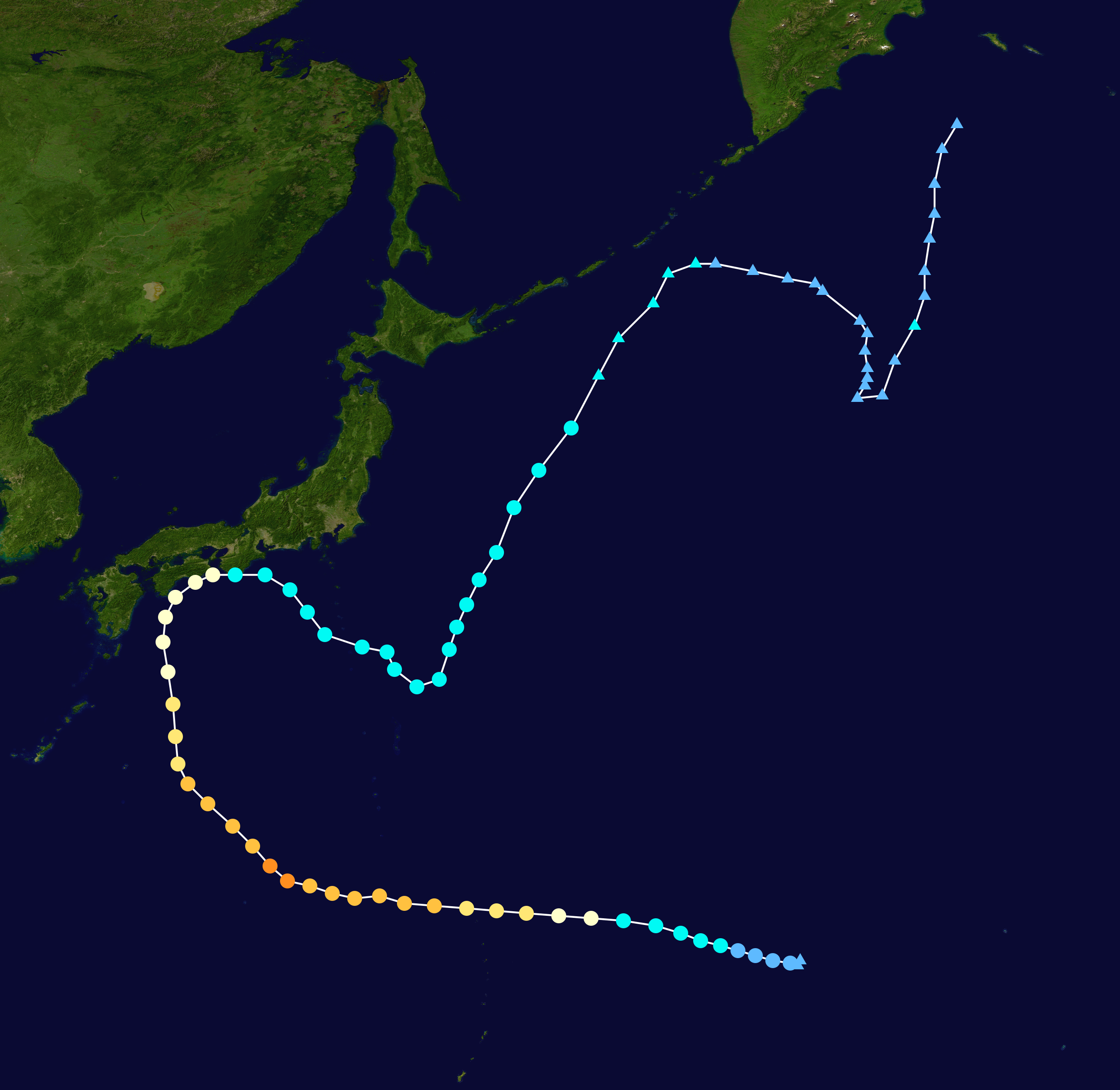
태풍 망온의 경로

괌 동북동쪽에서 저기압을 동반한 열대요란이 발생하였고 발달 속도가 매우 빨라 발생 후 얼마 안 되어 열대저기압으로 격상되었고 1일만에 제6호 태풍 망온(MA-ON)으로 격상되었다. 이 태풍은 발생 당시인 7월 12일 오후 3시에는 중심 기압 1000 hPa, 최대 풍속 18 m/s, 강풍 반경 380 km로 미국 괌 동북동쪽 약 1280 km 부근 해상에 위치하였고 발생 직후부터 서진하기 시작하여 13일 오후 9시에는 중심 기압 980 hPa, 최대 풍속 31 m/s, 강풍 반경 370 km의 중형의 강한 열대폭풍으로 발달하였고, 7월 14일 오전 3시에 중심 기압이 970 hPa대로 떨어지면서 중형의 강한 태풍이 되었다. 다음 날인 7월 15일 오전 9시에는 중심 기압 950 hPa, 최대 풍속 43 m/s, 강풍 반경 430 km로 더욱 발달하였다. 이후 제7호 태풍 도카게가 발생하면서 후지와라 효과로 인해 세력 발달이 다소 지연되었으나, 이후 열대저기압으로 약화된 열대저기압 도카게를 병합하면서 강풍 반경이 더욱 커졌다. 16일 오후 3시 일본 기상청 기준 중심 기압 940 hPa, 최대 풍속 46 m/s, 강풍 반경 430 km로 매우 강한 태풍이 되었다. 같은날 오후 9시에는 중심 기압 935 hPa, 최대풍속 100 kt (50 m/s), 강풍 반경은 550 km까지 커졌고, 일본 기상청 기준으로 직경 1650 km으로 커져 초대형으로 분석되었다. 이후 1일간 세력을 유지하다가 7월 17일 새벽 3시에 일본 오키나와 동쪽 부근까지 북상하면서 중심 기압 945 hPa, 최대 풍속 45 m/s, 강풍 반경 480 km로 다소 약화되었다. 이후 태풍이 점차 고위도로 북상하면서 세력은 약화되기 시작했으며 19일 오전에 시코쿠 해상 부근까지 북상하면서 강도 '강'의 태풍으로 격하되었다. 20일 오전에는 일본 오사카 남남동쪽 약 120 km 부근 육상에 상륙하였다. 고위도로 올라와 육상하여 세력이 급격히 약화된 태풍은 남동진 하기 시작하면서 21일 3시에 중심 기압 985 hPa, 최대 풍속 27 m/s, 강풍 반경 300 km로 중형의 강한 열대폭풍으로 약화되었으며 22일 오후 3시에는 중심 기압 988 hPa으로 더 약화되었고, 이후 태풍은 다시 북북동진하였다. 빠른 속도로 북북동진하던 태풍은 끝내 대한민국 기상청 기준으로 24일 오후 3시에 일본 삿포로 동남동쪽 약 800 km 부근 해상에서 중심기압 992 hPa의 온대저기압으로 변질되어 소멸하였다. 반면 일본 기상청은 24일 오후 9시에 중심 기압 994 hPa의 온대저기압으로 변질되어 소멸하였다고 하여, 해석의 차이를 보였다.
한편 태풍이 상륙한 일본에는 사망자 2명, 부상자 60명이 속출하였고, 고치현에는 1200 mm의 폭우가 쏟아진 곳도 있었다.

## 태풍의 일생 요약
- 7월 11일 열대저기압(TD) 발생
- 7월 12일 미국 괌 동북동쪽 약 1280 km 부근 해상에서 열대폭풍(TS) 발생
- 7월 13일 중심기압 980 hPa, 최대풍속 31 m/s, 강풍 반경 370 km의 중형의 강한 열대폭풍(STS)으로 격상
- 7월 14일 중심기압 970 hPa대로 떨어지면서 태풍(TY)으로 격상
- 7월 15일 중심기압 950 hPa, 최대풍속 43 m/s, 강풍 반경 430 km 상태에서 제7호 태풍 도카게 발생 및 후지와라 효과로 인한 세력 발달 지연
- 7월 16일 중심기압 935 hPa, 최대풍속 92 kt (46 m/s), 열대저기압으로 약화된 열대저기압(TD) 도카게를 병합하면서 강풍 직경 1650 km로 초대형의 매우 강한 태풍으로 격상
- 7월 17일 오키나와 동쪽 약 560 km 부근 해상까지 북상
- 7월 20일 중심기압 970 hPa, 최대풍속 36 m/s, 강풍 반경 380 km의 중형의 강한 태풍(TY) 상태로 일본 오사카 부근 상륙
- 7월 21일 태풍 남동진하기 시작
- 7월 23일 태풍 다시 북북동진하기 시작
- 7월 24일 대한민국 기상청 기준 일본 삿포로 동남동쪽 약 800 km 부근 해상에서 992 hPa의 온대저기압으로 변질

## 특징
이 태풍은 엄청난 폭우를 동반한 것이 두드러진 특징이다. 일본 고치현에 1200 mm의 폭우를 쏟아냈고, 전반적으로 일본 남부 지방에 폭우를 쏟아냈다. 일부 지역에는 일 최대 강수량이 500 mm에 달하는 곳도 있었다. 태풍이 바람보다는 비태풍으로 분류되었고 그 부근의 해수면 온도도 높아서 세력도 강력하게 유지하여 바람보다는 비 피해가 컸다. 또한 태풍의 크기가 매우 크다 보니 중심에서 수백 km 떨어진 한반도 영남 지방에도 풍랑주의보, 강풍주의보를 발령시키고 간접적인 영향으로 강원영동 지역에는 소량의 비가 왔다.

## 같이 보기
- 태풍 망온